# Mittlach
Mittlach je občina v departmaju Haut-Rhin francoske regije Alzacija.
Leta 2012 je v občini živelo 339 oseb oz. 30 oseb/km².